# Mervilla
Mervilla ist eine südfranzösische Gemeinde mit 299 Einwohnern (Stand: 1. Januar 2022) im Département Haute-Garonne in der Region Okzitanien (vor 2016 Midi-Pyrénées). Sie gehört zum Arrondissement Toulouse und zum Kanton Castanet-Tolosan. Die Einwohner werden Mervillageois genannt.

## Geographie
Mervilla liegt etwa zwölf Kilometer südsüdöstlich von Toulouse und gehört dem 2001 gegründeten Gemeindeverband Sicoval an. Nachbargemeinden von Mervilla sind Pechbusque im Norden und Nordwesten, Auzeville-Tolosane im Norden und Nordosten, Castanet-Tolosan im Osten, Rebigue im Süden, Aureville im Südwesten sowie Vigoulet-Auzil im Westen.

## Bevölkerungsentwicklung
| 1962 | 1968 | 1975 | 1982 | 1990 | 1999 | 2006 | 2013 | Quelle |
| ---- | ---- | ---- | ---- | ---- | ---- | ---- | ---- | ------ |
| 58   | 65   | 112  | 101  | 124  | 172  | 237  | 261  | [ 1 ]  |

## Sehenswürdigkeiten
- Kirche Saint-Jean-Baptiste, Monument historique
- Schloss La Garrigue
- Schloss Mervilla

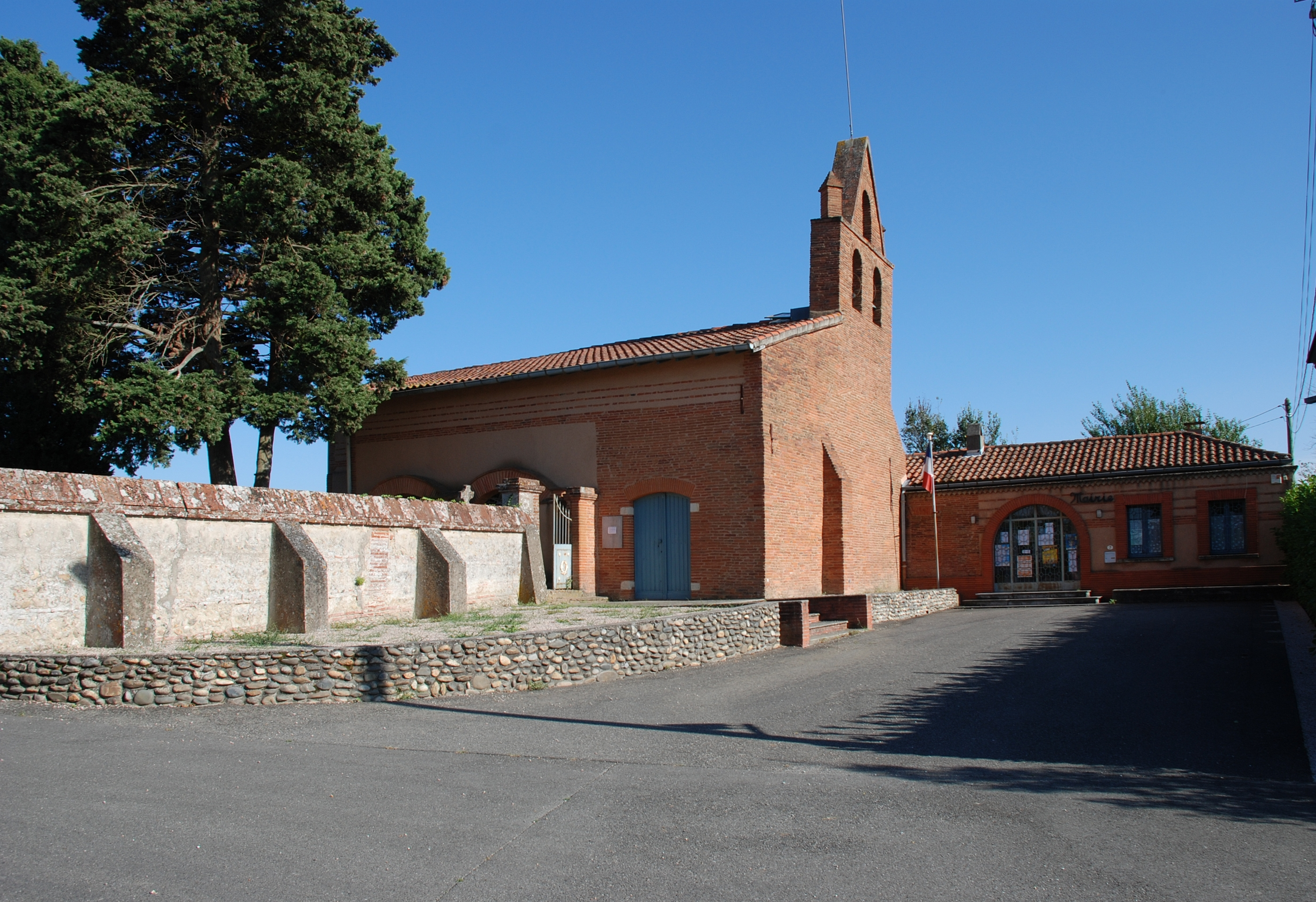
Kirche Saint-Jean-Baptiste
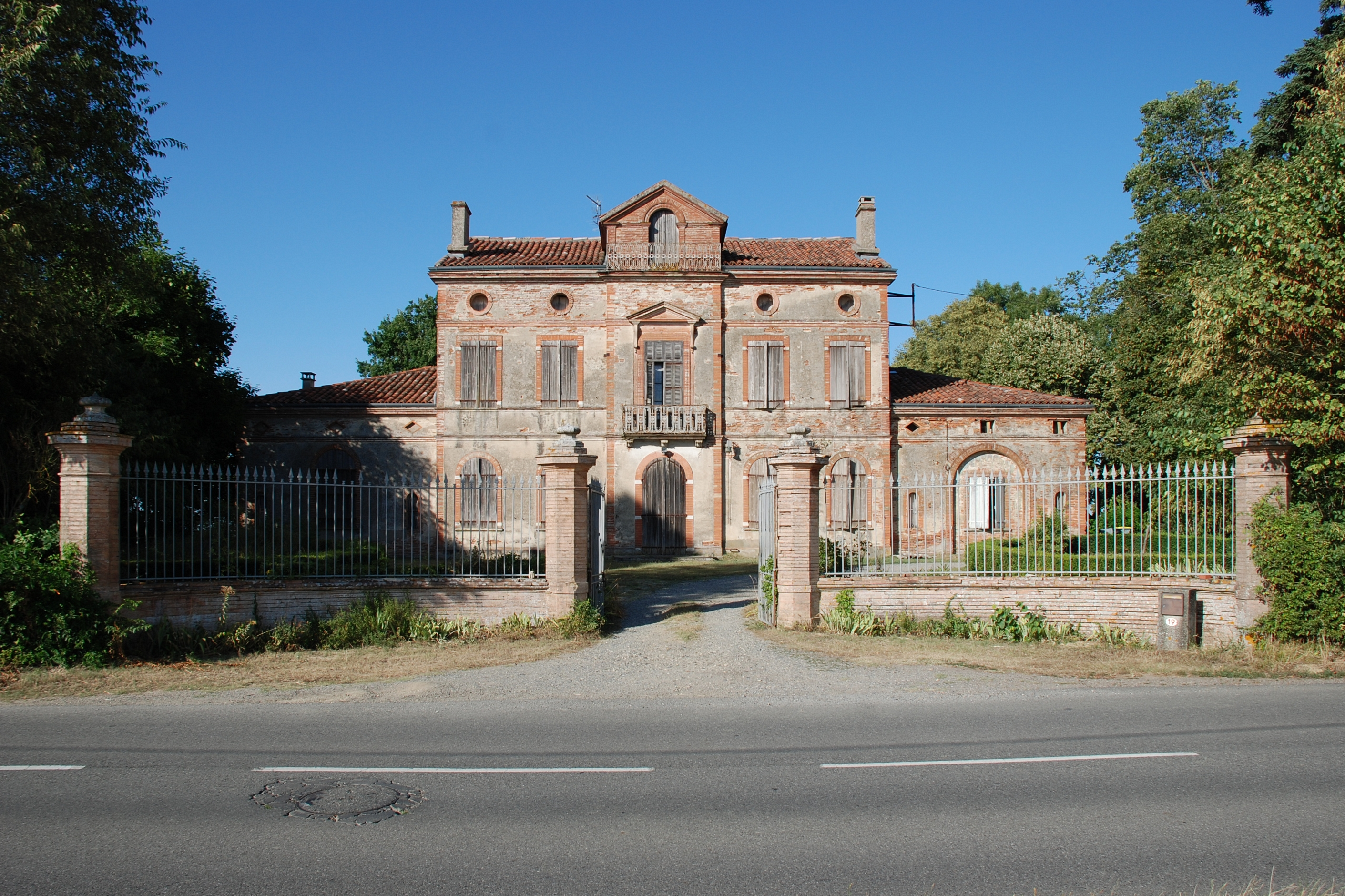
Schloss La Garrigue